# Jeff Congdon
Jeffrey D. Congdon, detto Jeff (Elkhorn, 17 ottobre 1943), è un ex cestista statunitense, professionista nella ABA.

## Carriera
Venne selezionato dai Detroit Pistons al quarto giro del Draft NBA 1966 (32ª scelta assoluta).

## Palmarès
- Campione NIT (1966)
- Miglior tiratore di liberi nei Playoff ABA (1969)
- Quarantasettesimo per numero di assist di sempre ABA